# Барнаул (аэропорт)
Междунаро́дный аэропо́рт Барнау́л имени Германа Степановича Титова (иногда аэропорт Михайловка) — аэропорт класса В, расположенный в 17 км к западу от центра города Барнаула, в Алтайском крае, вдоль Павловского тракта. Административно аэропорт является частью Барнаула. Является аэропортом федерального значения.

## История и развитие
Аэропорт появился в 1937 году при создании авиационного подразделения, первыми самолётами, которые базировались на барнаульском аэродроме, были По-2. В период подготовки к войне с Японией на аэродроме с июля 1945 года базировался 401-й истребительный авиационный полк ПВО из состава 297-й иад на самолётах Ла-7. Полк перебазирован из Ленинградской армии ПВО железнодорожным эшелоном и без материальной части. Самолёты полк получал уже здесь, на аэродроме Барнаул. С началом войны полк перебазировался на полевые аэродромы в Монголии. После окончания войны полк вернулся на аэродром, а 13 февраля 1947 года был перебазирован на аэродром Домна.
- 12 марта 1967 года на к западу от города был сдан в эксплуатацию новый современный комплекс аэропорта с взлётно-посадочной полосой из струнобетона размером 2000×50 м, с рулёжными дорожками, перроном, гостиницей и всеми необходимыми служебными помещениями. В этом же году открыто прямое сообщение с Москвой.
- 2 января 1975 года после удлинения ВПП с 2000 до 2500 м аэропорт стал принимать Ту-154.
- В 1995 году присвоен статус международного аэропорта.
- В 1998 году была модернизирована ВПП аэропорта, проведены работы по её удлинению до 2850 м, что позволило аэропорту Барнаула принимать воздушные суда почти всех существующих типов.
- 26 июня 2008 года был открыт новый сектор прилёта с пропускной способностью 500 человек в час[7].
- 27 мая 2010 года на сессии Алтайского краевого Законодательного собрания было принято постановление о присвоении аэропорту Барнаул имени космонавта Германа Степановича Титова.

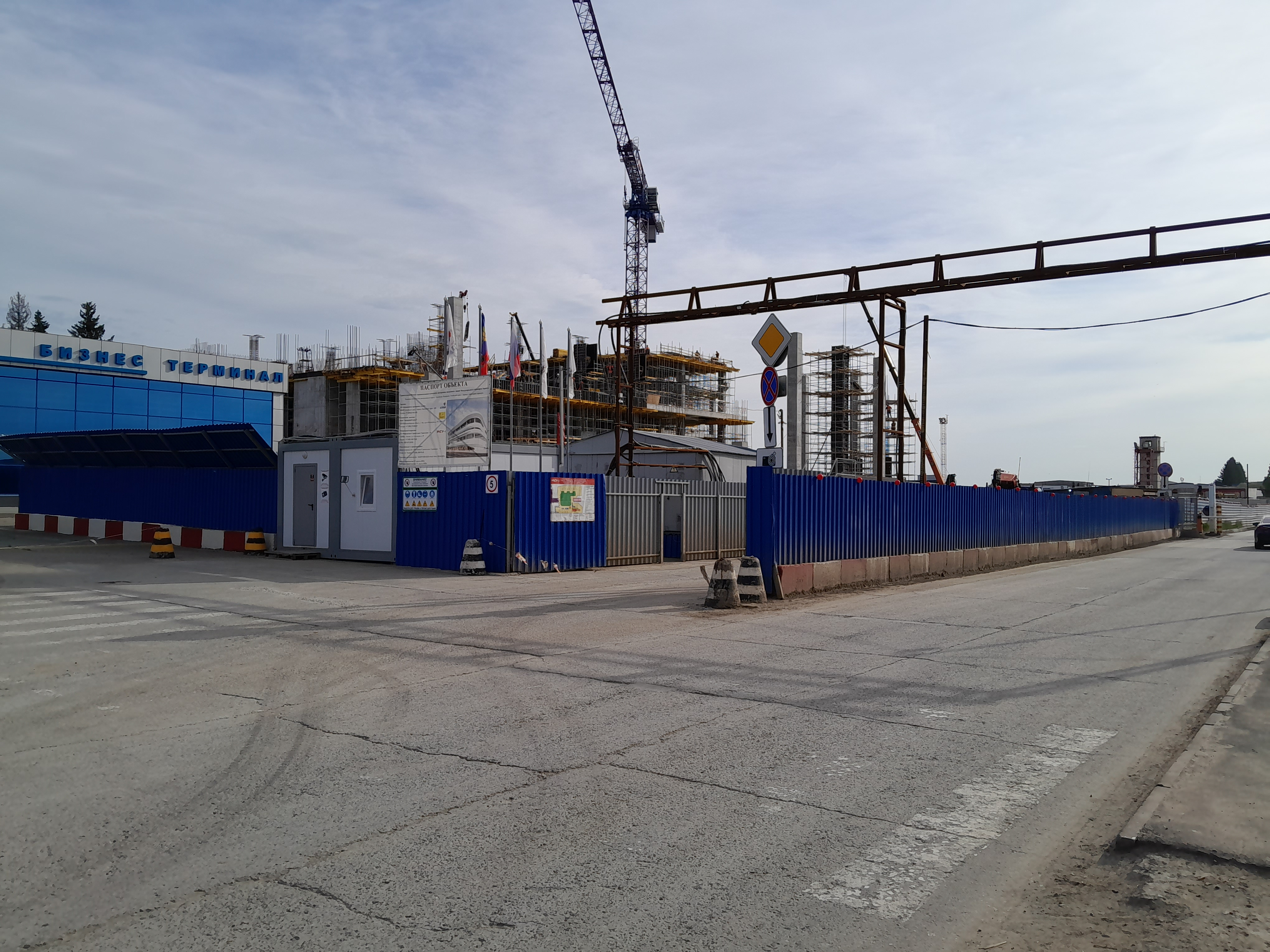
Строительство нового корпуса аэровокзала (2024)

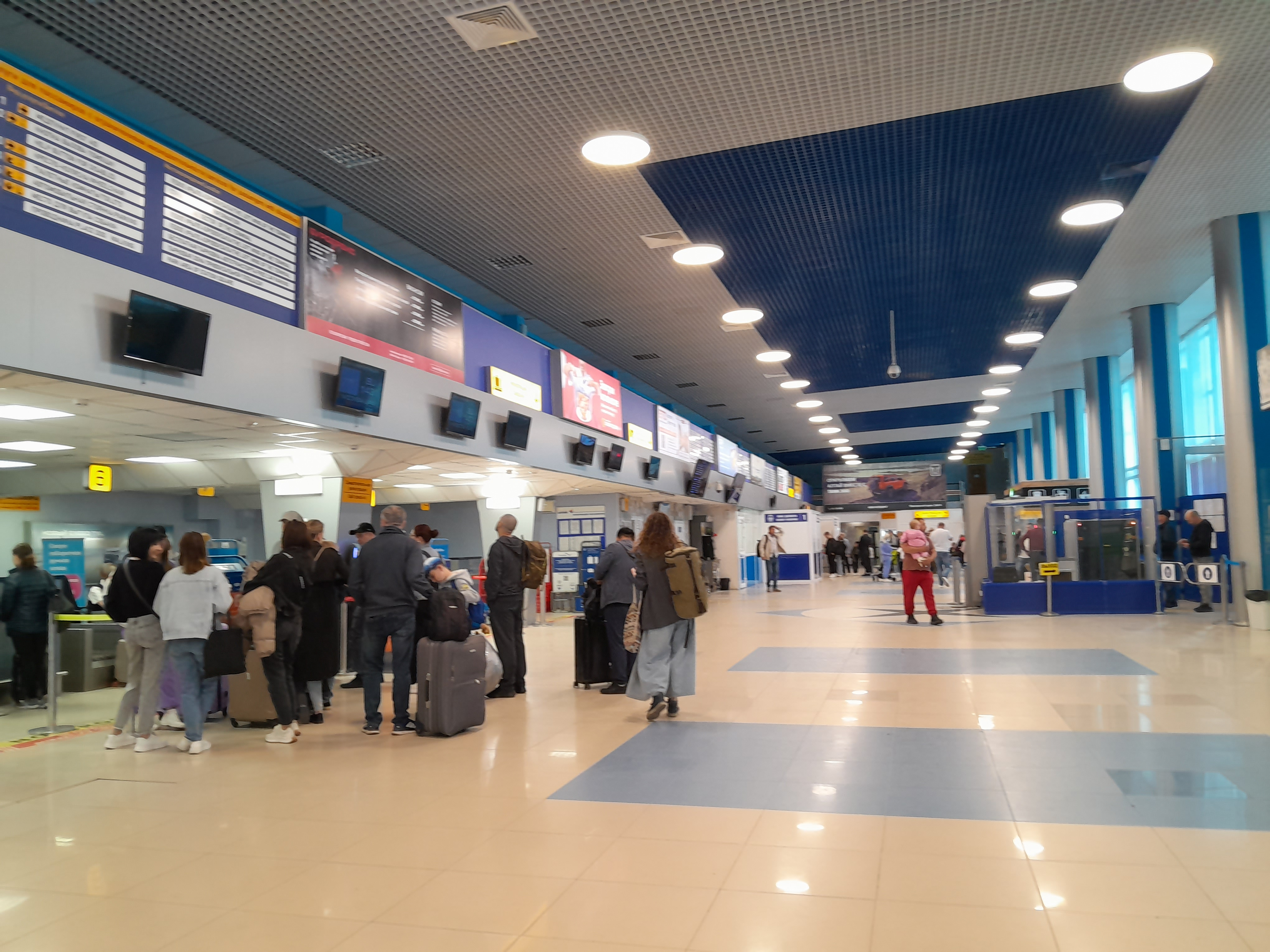
Зал аэровокзала (2024)

Планируется строительство международного сектора площадью 7000 м² и удлинение ВПП, что позволит принимать все типы самолётов без ограничений.

## Принимаемые воздушные суда
Ан-12, Ан-24, Ан-26, Ан-28, Ан-30, Ан-32, Ан-72, Ан-74, Ан-124, Ан-148, Ил-18, Ил-62, Ил-76, Ил-86,  Ил-96,  Як-40, Як-42, Ту-134, Ту-154, Ту-204, Ту-214, Airbus А310, A319, A320, A321, A330, A350, Boeing 737, Boeing 747, Boeing 757, Boeing 767, Boeing 777,  Bombardier CRJ-100,  Bombardier CRJ-200, Embraer E-Jet ERJ-170,  ATR-42, -72, British Aerospace 125, воздушные суда классом ниже и вертолёты всех типов.

## Показатели деятельности
В 2010 году аэропорт обслужил 318,66 тысяч пассажиров, что на 12,2 % больше, чем в 2009 году. Приоритетным направлением на международных воздушных линиях были Анталья, Бангкок, Шарм-эш-Шейх, Ганновер. Данные рейсы выполнялись авиакомпаниями «Северный ветер», «Оренбургские авиалинии», «Авиалинии Кубани».

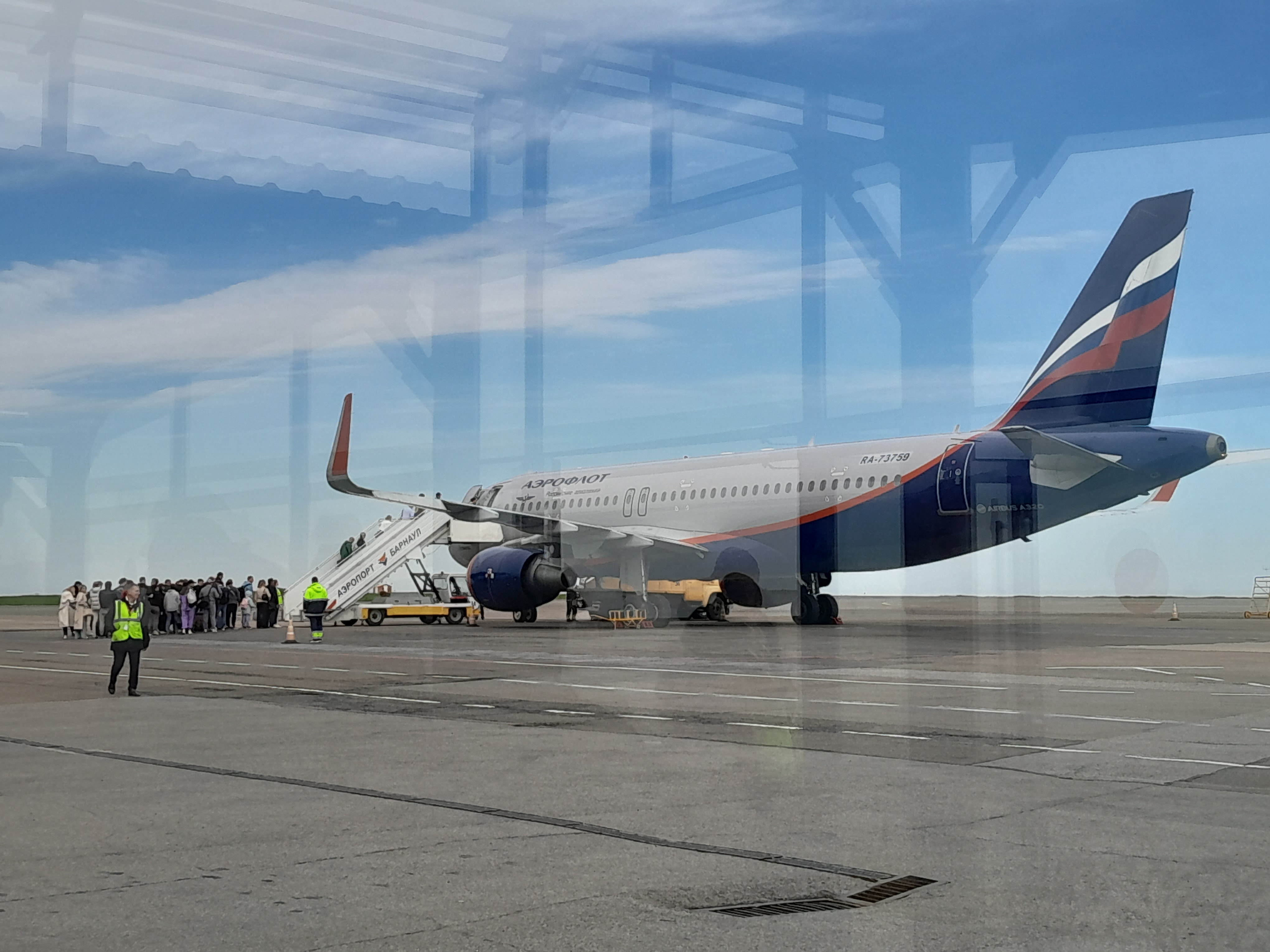
Посадка в самолёт Аэрофлота до Москвы, пассажиры проходят от аэровокзала до трапа пешком (2024)

В 2012 году аэропорт столицы Алтайского края увеличил пассажиропоток на 5,7 %, но при этом существенно сократил число рейсов. Об этом сообщает 16 января официальный сайт Алтайского края. Пассажиропоток аэропорта Барнаула вырос до 377 тысяч человек, по данным компании. «На внутренних воздушных линиях было обслужено 338 тысяч пассажиров, на международных — 39 тысяч пассажиров. Наиболее популярным направлением на внутренних рейсах остаётся Барнаул — Москва. На внешних рейсах в 2012 году лидировали Анталья, Бангкок, Камрань и Дюссельдорф»
В начале 2013 года, прекратила своё сообщение Барнаула с Москвой авиакомпания «ЮТэйр», отметив, что не собирается покидать этот маршрут на длительный срок. Весной на данный маршрут собиралась выйти компания «ВИМ-Авиа», но в связи с неоглашёнными обстоятельствами не состоялся ни один рейс. С 21 сентября 2013 года авиакомпания «Ямал» приступила к выполнению утренних рейсов из Барнаула в московский аэропорт Домодедово по 1, 2, 4, 6 дням недели.

### Пассажиропоток
| Год                        | 2010 | 2011  | 2012 | 2013  | 2014  | 2015 | 2016 | 2017  | 2018  | 2019  | 2020 | 2022  | 2023 |
| Пассажиропоток, тыс. пасс. | 318  | 357,5 | 377  | 337,7 | 387,8 | 378  | 387  | 521,6 | 507,5 | 531,5 | 295  | 627,6 | 723  |

### Маршрутная сеть
Внутренние авиалинии
Международные авиалинии

## Транспортные коммуникации
До аэропорта можно доехать на маршрутном такси № 144, а также автобусом № 110.